# ستانلي ثاتشر بليك
ستانلي ثاتشر بليك (بالإنجليزية: Stanley Thatcher Blake)‏ هو عالم نبات أسترالي، ولد في 1910، وتوفي في 24 فبراير 1973 في بريزبان في أستراليا.